# Большое Варакино (Костромская область)
Большо́е Варакино — деревня в составе Шангского сельского поселения Шарьинского района Костромской области России. 

## География
Расположена на берегу реки Ветлуга.

## История
У деревни Велико-Устюжский тракт пересекал Ветлугу. Этот перевоз носил название Чертовский.
Согласно Спискам населенных мест Российской империи в 1872 году деревня относилась к 3 стану Ветлужского уезда Костромской губернии и имела второе название Чертово. В ней числилось 10 дворов, проживало 37 мужчин и 38 женщин.
Согласно переписи населения 1897 года в деревне проживало 90 человек (41 мужчина и 49 женщин).
Согласно Списку населенных мест Костромской губернии в 1907 году деревня относилась к Николо-Шангской волости Ветлужского уезда Костромской губернии и имела второе название Чертово. По сведениям волостного правления за 1907 год в деревне числилось 36 крестьянских дворов и 132 жителя. В деревне имелась кузница и столярная мастерская. Основным занятием жителей деревни был лесной промысел.

## Население
| 2008 | 2010 | 2014 |
| ---- | ---- | ---- |
| 0    | →0   | →0   |